# Manuel de Las Paredes
Manuel Taño Fernández més conegut com a Manuel de las Paredes (El Paso, La Palma, 25 de desembre de 1800 - El Paso 17 d'octubre de 1855), fou un polític espanyol, primer alcalde de la ciutat d'El Paso i figura clau en la seva independència com a municipi.
En la nit del 24 de desembre de 1800, Vicente Taño Alcalá i la seva esposa, María Fernández Cuevas, anaven caminant cap als Los Llanos de Aridane; a la zona de El Paso de baix, proper a Cajita de Agua (on es troba en l'actualitat el CEIP Cajita del Agua), van albirar un grup de persones que acaben de trobar a nounat sobre una paret en un cistell. Com Vicente Taño i la seva esposa no tenien descendència, però si gaudien d'una bona posició econòmica a l'illa, van decidir adoptat a l'orfe, sent batejat l'endemà.
El 29 octubre de 1821 es casa amb María Taño Capot en Los Llanos de Aridane, amb la qual tindria 11 fills: María, Jesís, José María, Juan Antonio, Antonio, Carolina, Blasina, Victor, David, Ana i Manuel Taño Taño.
Manuel Taño va començar la seva carrera política com a regidor de l'Ajuntament de Los Llanos, on va tenir moltes desavinences amb l'alcalde d'aquell moment per les seves idees liberals i demòcrates de la creació del municipio de El Paso.
L'any 1836 se celebren eleccions nacionals i es vota la Constitució espanyola de 1837, aprofitant aquestes circumstància i les amistats que tenia en la diputació provincial, Taño insta al seu amic Antonio López Monteverde, gestor de la diputació, al fet que proposi la creació del municipio de El Paso.
El 25 de juny van ser celebrades eleccions en l'ermita Ntra. Sra. de Bonança, en les quals es va triar el primer ajuntament de El Paso, sent nomenat alcalde per unanimitat, Manuel Taño.